# Trzydnik Mały
Trzydnik Mały – wieś w Polsce położona w województwie lubelskim, w powiecie kraśnickim, w gminie Trzydnik Duży.
| SIMC    | Nazwa   | Rodzaj    |
| ------- | ------- | --------- |
| 0808854 | Baranów | część wsi |

W latach 1975–1998 miejscowość administracyjnie należała do województwa tarnobrzeskiego.
Wieś stanowi sołectwo gminy Trzydnik Duży. Według Narodowego Spisu Powszechnego (III 2011 r.) wieś liczyła 430 mieszkańców.